# Raitisjärvi
Raitisjärvi är en sjö i Gällivare kommun i Lappland och ingår i Kalixälvens huvudavrinningsområde. Sjön har en area på 0,139 kvadratkilometer och ligger 259,9 meter över havet.

## Delavrinningsområde
Raitisjärvi ingår i det delavrinningsområde (745321-173864) som SMHI kallar för Ovan VDRID = Kutsasjoki i Ängesåns vattendragsyta. Medelhöjden är 267 meter över havet och ytan är 18,97 kvadratkilometer. Räknas de 127 avrinningsområdena uppströms in blir den ackumulerade arean 1 534,74 kvadratkilometer. Ängesån (Liinajoki) som avvattnar avrinningsområdet har biflödesordning 2, vilket innebär att vattnet flödar genom totalt 2 vattendrag innan det når havet efter 195 kilometer. Avrinningsområdet består mestadels av skog (43 procent) och sankmarker (34 procent). Avrinningsområdet har 1,69 kvadratkilometer vattenytor vilket ger det en sjöprocent på 8,9 procent.